# Periodyzacja

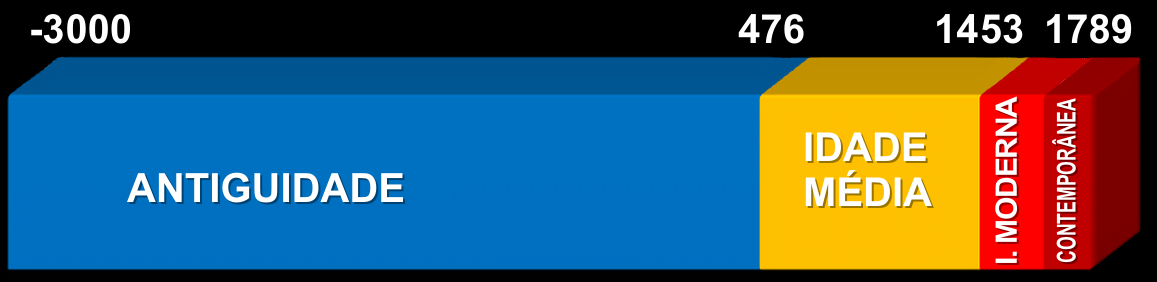
Jeden z wariantów periodyzacji historii pt

Periodyzacja – umowny podział czasu na ery, epoki, wieki itp., stosowany w geologii historycznej, historii, historii literatury, historii sztuki. Początki i końce jednostek periodyzacji wyznaczają zwykle wydarzenia uważane z jakiegoś powodu za przełomowe. Istnieją różne modele periodyzacji, a i wśród podobnych nie ma zawsze zgody co do konkretnych dat (np. zakończenia średniowiecza).

## Periodyzacja historii świata

### Periodyzacja Kellera
Christoph Keller, profesor Uniwersytetu w Halle, zaproponował w 1688 roku podział dziejów świata na trzy główne epoki:
1. Starożytność (od początku cywilizacji do wstąpienia na tron Konstantyna Wielkiego w 306 roku),
2. Średniowiecze (do upadku Konstantynopola w 1453 roku),
3. Nowożytność (od upadku Konstantynopola).

Współcześnie dokonano aktualizacji podziału Kellera:
1. Starożytność (od początku cywilizacji do upadku Cesarstwa Rzymskiego w 476 roku),
2. Średniowiecze (od 476 roku do upadku Konstantynopola w 1453 lub odkrycia Ameryki w 1492 roku)
  - wieki ciemne
  - wczesne średniowiecze
  - późne średniowiecze
3. Nowożytność (od 1453/1492 roku do rozpoczęcia I wojny światowej w 1914)
4. Współczesność (trwa obecnie od 1914 roku).

## Periodyzacja historii Ameryki
Historię Ameryki podzielono natomiast na trzy główne epoki:
1. Epoka prekolumbijska (od początku dziejów do odkrycia Ameryki przez Krzysztofa Kolumba w 1492),
2. Epoka kolonialna (od 1492 roku do uzyskania niepodległości przez Stany Zjednoczone Ameryki w 1783),
3. Okres postkolonialny (od 1783 roku).

## Problemy
W zależności od przyjętych kryteriów (politycznych, ekonomicznych, kulturowych) granice epok mogą być bardzo różne. Na przykład, opierając się o przemiany stosunków socjoekonomicznych, rozciągano „długie średniowiecze” do pierwszej rewolucji burżuazyjnej w Anglii w połowie XVII wieku. Francuski historyk Jacques Le Goff sformułował jeszcze szersze ramy „długiego średniowiecza”, które kończyłoby się dopiero z nadejściem Rewolucji francuskiej w 1789 roku. W nauce angielskiej nowożytność rozpoczyna się po zakończeniu wojny Dwóch Róż (1485), zaś w podręcznikach niemieckich od ogłoszenia tez Martina Lutra (1517). Witold Kula proponował podział na epokę przedindustrialną i industrialną. Dla niektórych krajów pozaeuropejskich klasyczny podział na epoki w ogóle nie ma zastosowania, patrz np. ery japońskie czy ery chińskie.